# Стрельников, Ефим Семёнович
Ефим Семёнович Стрельников (14 октября 1905 — 26 января 1945) — командир 9-й стрелковой роты 524-го стрелкового полка (112-я Рыльско-Коростеньская Краснознамённая ордена Суворова стрелковая дивизия, 27-й стрелковый корпус, 13-я армия, 1-й Украинский фронт), старший лейтенант. Герой Советского Союза.

## Биография
Родился 14 октября 1905 года в селе Берека ныне Первомайского района Харьковской области. Работал на железной дороге в Харькове.
В Красной Армии с июля 1941 года. Окончил курсы младших лейтенантов. Воевал на 1-м Украинском фронте. С началом Висло-Одерской операции рота Стрельникова захватила первые траншеи противника. Воины уничтожили до 30 солдат противника, захватили миномётную батарею и 18 пленных. Дивизия в третьей декаде января вышла к Одеру. 26 января 1945 года в бою у населённого пункта Ламперсдорф (ныне пол. Zaborów, гмина Сьцинава, Любинский повят, Нижнесилезское воеводство, Польша) рота Стрельникова захватила населённый пункт, уничтожив до 20 солдат противника. В этом бою старший лейтенант Стрельников погиб.
10 апреля 1945 года за образцовое выполнение боевых заданий командования на фронте борьбы с немецкими захватчиками и проявленные при этом отвагу и геройство старшему лейтенанту Стрельникову Ефиму Семёновичу присвоено звание Героя Советского Союза посмертно.